# Língua ndyuka

Escrita Ndyuka (Afaka)

Ndyuka (/ənˈdʒuːkə/), também chamada Aukan, Okanisi, Ndyuka tongo, Aukaans, Businenge Tongo, Crioulo Maroon do Leste, ou Nenge é uma língua crioula do Suriname falada pelos ndyukas. A maioria dos 25 a 30 mil  falantes vivem no interior do país, em áreas de floresta tropical. O site de referência Ethnologue lista-a sob o nome Ndyuka. 
Suas origens estão no inglês, no neerlandês e sua gramática e fonologia têm raízes africanas. É também falada por membros das etnias alaku da Guiana Francesa e paramacana também do Suriname.

## Escrita
A ortografia latina para o ndyuka usada hoje difere da antiga de base neerlandesa ao substituir u por oe e y por j. Os dígrafos ty e dy são pronunciados de forma aproximada ao inglês ch e j (Tch e Dj). Os tons presentes na língua quase nunca são marcados graficamente, embora isso fosse necessário, por exemplo, em ná ("não é"). 
A escrita afaka desenvolvida em 1908 é usada pelo ndyuka sendo um silabário inspirado nas escritas latina e árabe e em símbolos gráficos africanos. 
São 57 símbolos, 5 para as vogais e 52 para combinações das consoantes B, D, Dj, F, G, J, K, L, M, N, Nj, P, S, T, Tj, W com essas vogais.